# Devils & Realist
Devils & Realist (jap. 魔界王子 devils and realist, Makai Ōji) ist eine Mangaserie von Autor Madoka Takadono und Zeichnerin Utako Yukihiro, die 2009 bis 2018 in Japan erschien. Sie ist in die Genres Comedy und Abenteuer einzuordnen und wurde 2013 als Anime-Fernsehserie umgesetzt.

## Inhalt
Der junge Adelige William Twining geht auf das renommierte Internat von Stratfort und strebt eine Karriere als Jurist oder Politiker an. Doch im Urlaub erfährt der 17-jährige, dass seine Verwandtschaft das Vermögen der Familie aufgebraucht hat und nun auch er bankrott ist. Im verbliebenen Anwesen durchsucht William mit seinem treuen Butler Kevin die Räume, um etwas von Wert zu finden, das noch nicht verkauft worden ist.  Dabei stößt er auf einen verschlossenen Raum und als William ihn öffnet, beschwört er den Dämonenherzog Dantalion. Der fordert ihn auf, einen Interimsherrscher für die Hölle zu bestimmen, während dessen Herr Luzifer ruht. William sei der Nachfahre Salomons und daher der Auserwählte für diese Aufgabe. Doch der Adelige ist ein Mensch der Wissenschaft und glaubt nicht an Dämonen. Den Eindringling lässt er vor die Tür setzen.
Bald aber wird William in eine fremde Dämonenwelt gezogen. Weitere Dämonen buhlen um seine Gunst, damit er sie als Herrscher wählt. Und so muss William einsehen, dass es auf der Welt mehr gibt als in seinen Schulbüchern. Dantalion begleitet ihn sogar bis ans Internat, um den Jugendlichen zu überzeugen.

## Veröffentlichungen

### Manga
Die Serie erschien von 2009 bis 2018 im Magazin Gekkan Comic Zero Sum beim Verlag Ichijinsha. Dieser brachte die Kapitel auch in 15 Sammelbänden heraus. Zum Manga erschien 2013 auch ein Artbook, Makai Ōji: Devils and Realist Introduction Guide, sowie zwei Fanbooks unter den Titeln Utako Yukihiro's Artworks: Makai Ōji: Devils and Realist und Makai Ōji: Devils and Realist - Animation Fanbook.
Eine deutsche Übersetzung der Serie erscheint seit Mai 2020 bei Carlsen Manga. Ever Glory Publishing bringt eine chinesische Fassung heraus, Seven Seas Entertainment eine englische und Editions Tonkam eine französische. Auf Italienisch erscheint der Manga bei Goen, auf Polnisch bei Studio JG.

### Anime
Das Studio Doga Kobo produzierte unter der Regie von Chiaki Kon eine Adaption der Mangaserie als Anime. Die Drehbücher schrieb Michiko Yokote, an den Episodendrehbüchern war auch Chiaki Kon beteiligt. Das Charakterdesign stammt von Kikuko Sadakata und die künstlerische Leitung lag bei Eiji Iwase. Die Tonregie führte Hajime Takakuwa.
Die Serie mit 12 Folgen wurde vom 7. Juli bis 22. September 2013 bei den Sendern TV Tokyo, AT-X, TV Aichi und TV Ōsaka gezeigt. Eine Englisch untertitelte Fassung wurde von den Plattformen Crunchyroll, Hidive und The Anime Network veröffentlicht.

#### Synchronisation
| Rolle           | japanischer Sprecher (Seiyū) |
| --------------- | ---------------------------- |
| Dantalion       | Takuma Terashima             |
| William Twining | Takuya Eguchi                |
| Kevin Cecil     | Jun Fukuyama                 |
| Sytry           | Yoshitsugu Matsuoka          |
| Camio           | Tetsuya Kakihara             |
| Isaac Morton    | Motoki Takagi                |

#### Musik
Die Musik der Serie wurde komponiert von Hiroshi Takaki. Das Vorspannlied ist Believe My Dice, der Abspann der Serie wurde mit dem Lied a shadow's love song unterlegt. Beide Lieder stammen von Takuya Eguchi, Takuma Terashima, Yoshitsugu Matsuoka und Tetsuya Kakihara.

### Hörspiel
Zwei limitierte Ausgaben von Hörspielen erschienen zum Manga: 「realist and companion」 wurde auf dem 84. Comic Market angeboten und 「realist and steward」 wurde als Special beim Händler Animate angeboten.

### Videospiel
Am 26. September 2013 erschien in Japan ein Videospiel zum Manga. Das von Namco Bandai Games entwickelte Spiel wurde für den Nintendo 3DS herausgebracht.

### Musical
Im Juni 2016 wurde im Zenrōsai Hall Space Zero in Tokio ein Musical zum Manga aufgeführt. Eine Fortsetzung folgte im November 2017. Die Aufnahmen des Stücks wurden auch auf DVD vermarktet.